# Szpitary
Szpitary est une localité polonaise de la gmina de Nowe Brzesko, située dans le powiat de Proszowice en voïvodie de Petite-Pologne.